# Conjeturas de Mersenne
En matemáticas, las conjeturas de Mersenne son un conjunto de enunciados que se refieren a la caracterización de los números primos de una forma denominada números primos de Mersenne (aquellos que son una potencia de dos menos uno).

## Conjetura original de Mersenne
La proposición original, llamada conjetura de Mersenne, fue formulada por Marin Mersenne en su Cogitata Physico-Mathematica de 1644 de que los números de la forma {\displaystyle 2^{n}-1} eran primos para n = 2, 3, 5, 7, 13, 17, 19, 31, 67, 127 y 257, y eran compuestos para todos los demás números enteros positivos n ≤ 257. Debido al tamaño de estos números, Mersenne no pudo probarlos todos, ni tampoco otros matemáticos del siglo XVII. Finalmente se determinó, después de tres siglos y la disponibilidad de nuevas técnicas como el test de Lucas-Lehmer, que la conjetura de Mersenne incluía cinco errores, a saber, dos de sus números son compuestos (los correspondientes a los primos n = 67, 257) y otros tres primos en contra de la conjetura (los correspondientes a los primos n = 61, 89, 107). La lista correcta es: n = 2, 3, 5, 7, 13, 17, 19, 31, 61, 89, 107 y 127.
Si bien la conjetura original de Mersenne es falsa, puede haber dado lugar a la Nueva conjetura de Mersenne.

## Nueva conjetura de Mersenne
| 2                                  | 3                                  | 5                                  | 7                                  | 11                                 | 13                                          | 17                                          | 19                                          | 23                                          | 29                                          |
| 31                                 | 37                                 | 41                                 | 43                                 | 47                                 | 53                                          | 59                                          | 61                                          | 67                                          | 71                                          |
| 73                                 | 79                                 | 83                                 | 89                                 | 97                                 | 101                                         | 103                                         | 107                                         | 109                                         | 113                                         |
| 127                                | 131                                | 137                                | 139                                | 149                                | 151                                         | 157                                         | 163                                         | 167                                         | 173                                         |
| 179                                | 181                                | 191                                | 193                                | 197                                | 199                                         | 211                                         | 223                                         | 227                                         | 229                                         |
| 233                                | 239                                | 241                                | 251                                | 257                                | 263                                         | 269                                         | 271                                         | 277                                         | 281                                         |
| 283                                | 293                                | 307                                | 311                                | 313                                | 317                                         | 331                                         | 337                                         | 347                                         | 349                                         |
| 353                                | 359                                | 367                                | 373                                | 379                                | 383                                         | 389                                         | 397                                         | 401                                         | 409                                         |
| 419                                | 421                                | 431                                | 433                                | 439                                | 443                                         | 449                                         | 457                                         | 461                                         | 463                                         |
| 467                                | 479                                | 487                                | 491                                | 499                                | 503                                         | 509                                         | 521                                         | 523                                         | 541                                         |
| Clave:                             |                                    |                                    |                                    |                                    |                                             |                                             |                                             |                                             |                                             |
| Rojo: p es de la forma 2n±1 o 4n±3 | Rojo: p es de la forma 2n±1 o 4n±3 | Rojo: p es de la forma 2n±1 o 4n±3 | Rojo: p es de la forma 2n±1 o 4n±3 | Rojo: p es de la forma 2n±1 o 4n±3 | Fondo cian: 2p-1 es primo                   | Fondo cian: 2p-1 es primo                   | Fondo cian: 2p-1 es primo                   | Fondo cian: 2p-1 es primo                   | Fondo cian: 2p-1 es primo                   |
| Cursiva: (2p+1)/3 es primo         | Cursiva: (2p+1)/3 es primo         | Cursiva: (2p+1)/3 es primo         | Cursiva: (2p+1)/3 es primo         | Cursiva: (2p+1)/3 es primo         | Negrita: p satisface al menos una condición | Negrita: p satisface al menos una condición | Negrita: p satisface al menos una condición | Negrita: p satisface al menos una condición | Negrita: p satisface al menos una condición |

La nueva conjetura de Mersenne o conjetura de Bateman, Selfridge y Wagstaff (Bateman et al. 1989) establece que para cualquier número natural impar p, si se cumplen dos de las siguientes condiciones , entonces también lo hace el tercero:
1. p = 2k ± 1 o p = 4k ± 3 para algún número natural k (sucesión A122834 en OEIS)
2. 2p − 1 es primo (un número primo de Mersenne) (sucesión A000043 en OEIS)
3. (2p + 1) / 3 es primo (un número primo de Wagstaff) (sucesión A000978 en OEIS)

Si p es un número compuesto impar, entonces 2p − 1 y (2p + 1)/3 son ambos compuestos. Por lo tanto, solo es necesario probar números primos para verificar la verdad de la conjetura.
Actualmente, los números conocidos para los que se cumplen las tres condiciones son: 3, 5, 7, 13, 17, 19, 31, 61, 127 (sucesión A107360 en OEIS). También es una conjetura que ningún número mayor que 127 satisface las tres condiciones. A partir de febrero de 2020, se conocen todos los números primos de Mersenne hasta 243112609−1, y para ninguno de ellos se cumple la tercera condición, excepto para los que se acaban de mencionar.
Los números primos que cumplen al menos una condición son:
2, 3, 5, 7, 11, 13, 17, 19, 23, 31, 43, 61, 67, 79, 89, 101, 107, 127, 167, 191, 199, 257, 313, 347, 521 , 607, 701, 1021, 1279, 1709, 2203, 2281, 2617, 3217, 3539, 4093, 4099, 4253, 4423, 5807, 8191, 9689, 9941, ... (sucesión A120334 en OEIS)
Téngase en cuenta que los dos primos para los que la conjetura de Mersenne original es falsa (67 y 257) satisfacen la primera condición de la nueva conjetura (67=26+3, 257=28+1), pero no las otras dos. 89 y 107, que Mersenne pasó por alto, satisfacen la segunda condición pero no las otras dos. Mersenne pudo haber pensado que 2p − 1 es primo solo si p = 2k ± 1 o p = 4k ± 3 para algún número natural k, pero si hubiera pensado que era "bicondicional" habría incluido el 61.
La nueva conjetura de Mersenne puede considerarse como un intento de salvar la conjetura de Mersenne de siglos de antigüedad, que es falsa. Sin embargo, según Robert D. Silverman, John Selfridge estuvo de acuerdo en que la nueva conjetura de Mersenne es "obviamente cierta", ya que fue elegida para ajustarse a los datos conocidos, y contraejemplos más allá de esos casos son extremadamente improbables. Puede considerarse más como una observación curiosa que como una pregunta abierta que necesita ser demostrada.
Renaud Lifchitz ha demostrado que la nueva conjetura de Mersenne es cierta para todos los números enteros menores o iguales a 32582656 al probar sistemáticamente todos los números primos para los que ya se sabe que se cumple una de las condiciones.La página web Prime Numbers documenta la verificación de resultados hasta este número. Otra página de estado actualmente más actualizada es The New Mersenne Prime conjecture.

## Conjetura de Lenstra-Pomerance-Wagstaff
Lenstra, Pomerance y Wagstaff han conjeturado que hay un número infinito de primos de Mersenne y, más precisamente, que el número de primos de Mersenne menores que x se aproxima a asintóticamente a
{\displaystyle e^{\gamma }\cdot \log _{2}\log _{2}(x),}
donde γ es la constante de Euler-Mascheroni.
En otras palabras, el número de primos de Mersenne con exponente p menor que y es asintóticamente
{\displaystyle e^{\gamma }\cdot \log _{2}(y).}
Esto significa que, en promedio, debería haber alrededor de {\displaystyle e^{\gamma }\cdot \log _{2}(10)} ≈ 5.92 primos p de un número dado de dígitos en el sistema decimal de modo que {\displaystyle M_{p}} sea primo. La conjetura es bastante precisa para los primeros 40 números primos de Mersenne, pero entre 220.000.000 y 285.000.000 aparecen al menos 12, en lugar del número esperado que es de alrededor de 3,7.
Más generalmente, el número de primos p ≤ y tales que {\displaystyle {\frac {a^{p}-b^{p}}{a-b}}} es primo (donde a, b son números enteros coprimos, a > 1, −' 'a' < b < a, a y b no son ambas potencias r-ésimas perfectas para cualquier número natural r > 1, y −4ab no es un cuarta potencia perfecta) es asintóticamente
{\displaystyle (e^{\gamma }+m\cdot \log _{e}(2))\cdot \log _{a}(y).}
donde m es el entero no negativo más grande tal que a y −b son potencias 2m-ésimas perfectas. El caso de los primos de Mersenne es un caso de (a, b)= (2, 1).